# Tehelné pole (2019)
Le Tehelné pole (littéralement le « Champ de Briques »), également nommé Stade national de football (en slovaque : Národný futbalový štadión) est un stade de football situé à Bratislava en Slovaquie, construit en 2019. Il comprend un stade multi-usages, utilisé principalement pour accueillir les matchs de football du ŠK Slovan Bratislava et de l'équipe de Slovaquie de football. Le stade a une capacité de 22 500 spectateurs, et remplace l'ancien Tehelné pole, démoli en 2013.

## Histoire
L'ancien Tehelné pole étant trop vétuste, il est décidé en 2006 de le détruire pour pouvoir reconstruire un stade moderne, d'une capacité d'environ 20 000 places pour accueillir les matchs du ŠK Slovan Bratislava et de l'équipe de Slovaquie de football, et des concerts. Le stade est définitivement fermé en 2009, et sa destruction, réalisée avec beaucoup de retard, démarre en 2013. 
La construction du nouveau Tehelné pole est confiée à l'architecte Karol Kállay et débute en décembre 2014. Après plus de quatre ans de travaux, et un coût de construction estimé entre 70 et 100 millions d'euros, le stade accueille son premier match amical entre le Slovan Bratislava et le Sigma Olomouc en janvier 2019. Le premier match officiel, comptant pour le championnat de Slovaquie de football 2018-2019, a lieu le 3 mars 2019. Dans un stade à guichets fermés, le Slovan Bratislava s'impose 2 buts à 0 lors du derby face au Spartak Trnava. Le 13 octobre 2019, le Tehelné pole accueille son premier match international, lors d'une rencontre amicale entre la Slovaquie et le Paraguay, qui se solde sur le score de 1 partout.

## Événements
En plus des matchs de football, le Tehelné pole peut accueillir des concerts. Le groupe slovaque Elán s'y produit en premier le 29 mai 2019, puis le groupe tchèque Kabát le 5 juin 2019.

### Matchs internationaux
Le premier match international au Tehelné pole est disputé le 13 octobre 2019, lors d'une rencontre amicale entre la Slovaquie et le Paraguay. Le premier match officiel y est disputé le 4 septembre 2020, dans le cadre de la Ligue des nations, et voit la défaite de la Slovaquie 3 buts à 1 face aux voisins tchèques. En raison de la pandémie de Covid-19 et des mesures sanitaires imposées par l'UEFA, la rencontre se dispute à huis clos.
L'équipe nationale a alterné pendant quelques années entre le Tehelné Pole de Bratislava et le Stade Antona-Malatinského de Trnava. Depuis les éliminatoires de l'Euro 2024, les matchs de la Slovaquie se jouent principalement à Bratislava.
| N° | Date              | Match                            | Score         | Compétition                             | Affluence |
| -- | ----------------- | -------------------------------- | ------------- | --------------------------------------- | --------- |
| 1  | 13 octobre 2019   | Slovaquie - Paraguay             | 1 - 1         | Match amical                            | 6 669     |
| 2  | 4 septembre 2020  | Slovaquie - Tchéquie             | 1 - 3         | Ligue des nations 2020-2021             | Huis clos |
| 3  | 8 octobre 2020    | Slovaquie - République d'Irlande | 0 - 0 (4 - 2) | Barrages de l'Euro 2020                 | Huis clos |
| 4  | 4 septembre 2021  | Slovaquie - Croatie              | 0 - 1         | Éliminatoires de la Coupe du monde 2022 | 9 047     |
| 5  | 7 septembre 2021  | Slovaquie - Chypre               | 2 - 0         | Éliminatoires de la Coupe du monde 2022 | 6 762     |
| 6  | 27 septembre 2022 | Canada - Uruguay                 | 0 - 2         | Match amical                            |           |
| 7  | 20 novembre 2022  | Slovaquie - Chili                | 0 - 0         | Match amical                            | 19 757    |
| 8  | 26 mars 2023      | Slovaquie - Bosnie-Herzégovine   | 2 - 0         | Éliminatoires de l'Euro 2024            | 6 052     |
| 9  | 8 septembre 2023  | Slovaquie - Portugal             | 0 - 1         | Éliminatoires de l'Euro 2024            | 21 473    |
| 10 | 11 septembre 2023 | Slovaquie - Liechtenstein        | 3 - 0         | Éliminatoires de l'Euro 2024            | 13 679    |
| 11 | 16 novembre 2023  | Slovaquie - Islande              | 4 - 2         | Éliminatoires de l'Euro 2024            | 21 548    |
| 12 | 23 mars 2024      | Slovaquie - Autriche             | 0 - 2         | Match amical                            |           |
| 13 | 11 octobre 2023   | Slovaquie - Suède                | 2 - 2         | Ligue des nations 2024-2025             | 15 381    |